# Lewandowski X
Lewandowski X è un singolo del rapper italiano Ernia pubblicato il 5 maggio 2023 dalla Universal come secondo estratto dalla riedizione digitale del quarto album in studio Io non ho paura. 

## Descrizione
È il decimo capitolo della saga Lewandowski cominciata nel 2013.

## Tracce
Testi di Matteo Professione, musiche di Andrea Ferrara, Blest Jones e Phil Chang.
1. Lewandowski X – 3:27

## Classifiche
| Classifica (2023) | Posizione massima |
| ----------------- | ----------------- |
| Italia            | 43                |